# Enkelzijbandmodulatie
Enkelzijbandmodulatie (EZB) of Single Side Band-modulatie (SSB) is een vorm van modulatie waarbij van het oorspronkelijk amplitudegemoduleerde (AM) signaal alleen één zijband wordt uitgezonden, zonder de eigenlijke draaggolf.
Enkelzijbandmodulatie is ontwikkeld omwille van de beperkte ruimte op de kortegolfbanden (3..30 MHz) en vanuit de wens om met het beschikbare vermogen een maximale overdracht te verkrijgen.
Het wegfilteren van een zijband door een filter is niet gemakkelijk als het signaal rijk is aan lage frequenties, bijvoorbeeld in televisietoepassingen. In dat geval kan men kiezen voor een tussenoplossing: vestigial-sideband modulation (restzijbandmodulatie). Voor telefonie en spraak daarentegen, waar componenten onder 300 Hz niet noodzakelijk zijn voor de verstaanbaarheid, is enkelzijbandmodulatie heel geschikt en efficiënt.

## Principe
Bekijkt men een signaal dat met een enkele toon van 1000 Hz 100 % amplitude gemoduleerd is met een spectrumanalyzer, dan ziet men dat het signaal uit drie componenten bestaat:
1. de draaggolf, ter grootte van 2/3 van het totale vermogen
2. een onderzijband, ter grootte van 1/6 van het vermogen, 1000 Hz onder de draaggolffrequentie
3. een bovenzijband, ook ter grootte van 1/6 van het vermogen, 1000 Hz boven de draaggolffrequentie

Bij een kleinere modulatiediepte dan 100% wordt het vermogen in de zijbanden zelfs nog kleiner. De onder- en bovenzijband bevatten beide de informatie van het modulerend signaal, dus men zou kunnen volstaan met uitzenden van een van de twee zijbanden.
De draaggolf zelf bevat geen directe informatie van het modulerend signaal en zou, als de frequentie bekend is, niet meegestuurd hoeven worden.
Door nu alle energie die beschikbaar is in één enkele zijband te stoppen, wordt die zijband een factor zes sterker gemaakt, met meer kans om storingen te overwinnen. Deze modulatiewijze noemt men SSB-SC (Single Side Band with Suppressed Carrier: enkelzijband met onderdrukte draaggolf). Deze modulatievorm wordt volgens de CCIRR norm als J3E genoteerd indien het modulerend signaal een telefoniesignaal (spraak) is.
Wanneer een kortegolfzender met één enkele zijband en onderdrukte draaggolf wordt gebruikt voor spraak, dan wordt er nauwelijks iets uitgezonden wanneer er niets wordt gezegd. Dit komt door het ontbreken van de draaggolf. Pas wanneer iemand in de microfoon praat, gaat de zender een signaal uitzenden.
Bijkomend voordeel van enkelzijband is dat de bandbreedte afneemt, zodat er meer zenders in dezelfde frequentieband passen zonder elkaar te storen.
Bijkomend voordeel aan de ontvangstzijde is, dat een smallere (selectievere) ontvangst mogelijk is, waardoor storingen minder worden en de ontvanger gevoeliger.
Een nadeel van enkelzijband is, dat de ontvanger zeer nauwkeurig afgestemd moet worden op de frequentie van de ontbrekende draaggolf. Bij een fout in de afstemming zullen alle frequenties in het bronsignaal net zoveel opgeschoven worden als de grootte van de afstemfout. Een verschuiving van 50 Hz kan de verstaanbaarheid van spraak al ernstig beïnvloeden. Daarnaast gaan bij misafstemming relaties tussen tonen verloren (zoals een akkoord, octaaf) en wordt muziek hierdoor sterk vervormd. Een ervaren radiogebruiker gebruikt dit effect om op het gehoor op een SSB-station (meestal met spraak) af te stemmen. In de professionele radiowereld werken enkelzijbandzenders op vast ingestelde frequenties en wordt de ontvanger ook nauwkeurig op die frequentie ingesteld. Hiervoor wordt een nauwkeurige frequentiestandaard gebruikt (gekoppeld aan atoomklokken).
In de (zend)amateurwereld wordt deze afstemnauwkeurigheid niet gehaald en is op het gehoor afstemmen gebruikelijk.
Welke van de beide zijbanden wordt uitgezonden is een historisch gegroeide keuze. Op frequenties onder de 8 MHz wordt in de regel gebruikgemaakt van onderzijband of LSB (Lower Side Band) en bij frequenties erboven van bovenzijband of USB (Upper Side Band).
Als de draaggolf wél wordt uitgezonden, spreekt men van SSB-FC (Single Side Band met Full Carrier), in CCIRR definitie aangeduid als H3E indien het telefonie betreft.

## Spectrumafbeeldingen

### AM
|  | In de twee plaatjes hiernaast is het spectrum afgebeeld van een signaal dat amplitudegemoduleerd is AM met één enkele toon. In het onderste plaatje hebben de verschillende componenten een kleur gekregen: - het blauwe signaal is de draaggolf - het rode signaal is de onderzijband, het LSB-signaal - het gele signaal is de bovenzijband, het USB-signaal |

### Bovenzijband
|  | Hiernaast is het spectrum afgebeeld van een AM signaal met één enkele toon, maar slechts met één zijband: de bovenzijband (USB). |

### Onderzijband
|  | Hiernaast is het spectrum afgebeeld van een AM signaal met één enkele toon, maar slechts met één zijband: de onderzijband (LSB).               |
|  | Hiernaast is het spectrum afgebeeld van een AM signaal met één enkele toon, wederom met slechts één onderzijband en een onderdrukte draaggolf. |

### Vermogensverdeling
|  | Hiernaast is weer het spectrum te zien van een AM signaal. In de figuur is ook een aanduiding gegeven van de amplitude van de signalen. De amplitude van de zijbandsignalen zijn dus de helft van de amplitude van de draaggolf. Het vermogen van één zijband is daarom een kwart van het vermogen van de draaggolf (en niet de helft zoals vaak wordt gedacht). |

|  | Bij een draaggolfvermogen van 100 watt omvatten de zijbanden elk 25 watt. Het totaal vermogen is 150 watt. |

## Gebruik
Het gebruik van kortegolfzenders met een enkele zijband is nog altijd erg actueel. Onder GMDSS hebben alle schepen in zeegebied-A2 (meer dan 30 zeemijl van een kuststation) of verder, nog verplicht een enkelzijbandinstallatie aan boord, evenals olie- en gasplatforms in zeegebied-A2. Deze verplichtingen zijn nog steeds geldend ondanks de opkomst van internet en communicatiesatellieten. Onder zeezeilers is SSB erg populair en wordt intensief gebruikt voor het verzenden van data, b.v. e-mail en GRIB-files (weerinformatie) en onderlinge radionetten. Ook koopvaardijschepen gebruiken veelvuldig SSB e-mail voorzieningen, dit als economische goedkopere tegenhanger van relatief dure satellietverbindingen. Onder radioamateurs is SSB altijd al populair.

## Trivia
Tot in de jaren 70 werd door het telefoonnet 's-Gravenhage een service aangeboden om muziekinstrumenten te stemmen. Door een bepaald telefoonnummer te kiezen, hoorde men enige tijd de toon a' van 440 Hz. Dit nummer was ook van buiten Den Haag te bellen (met 070 ervoor), maar de juiste toonhoogte werd dan niet gegarandeerd. Dat kwam doordat er in het interlokale verkeer gebruik werd gemaakt van enkelzijbandmodulatie. Als de bij ontvangst gegenereerde draaggolf niet exact dezelfde frequentie heeft als de draaggolf die bij verzending onderdrukt wordt, verandert namelijk de frequentie van het ontvangen signaal.